# ورپز، ال سالوادور
ورپز، ال سالوادور (به اسپانیایی: Verapaz, El Salvador) یک زیستگاه انسانی در السالوادور است که در San Vicente Department واقع شده‌است.

## خصوصیات
ورپز ۶۵۹ متر بالاتر از سطح دریا واقع شده‌است.